# Protivín
Protivín (tjekkisk udtale: [ˈprocɪviːn] ) er en by i distriktet  Písek i regionen Sydbøhmen i Tjekkiet  med omkring 4.800 indbyggere.
Landsbyerne Chvaletice, Krč, Maletice, Milenovice, Myšenec, Protivín, Selibov, Těšínov og Záboří er administrative dele af Protivín.

## Geografi
Protivín ligger omkring 12 km  syd for Písek og 30 km nordvest for České Budějovice. Det meste af kommunens område ligger i České Budějovice-bækkenet, men den østlige del strækker sig ind i Táborhøjlandet og omfatter det højeste punkt i Protivín, en navnløs bakke med en højde på 555 moh. Blanice-floden løber gennem byen, og der er er flere damme i området.

## Historie
Den første skriftlige omtale af Protivín er fra 1282. Det blev grundlagt omkring 1260 som en landsby og fæstning ved et vadested på tværs af floden Blanice.
I slutningen af det 19. århundrede udviklede Protivín sig, velstanden endte dog med lukningen af sukkerfabrikken og en bølge af emigration, især til Iowa i USA, hvor bosættelsen ved navn Protivin blev grundlagt af immigranter i 1872. Imidlertid fortsatte befolkningen med at vokse, og i 1899 blev Protivín forfremmet til en by.

## Økonomi
Byen er kendt for Protivín Brewery, som producerer et regionalt ølmærke Platan. Det blev grundlagt i 1598.

## Seværdigheder
Der er tre kirker i kommunens område. Sankt Elizabeth kirke på byens torv blev bygget i 1662 i den tidlige barokstil. Sankt Gall-kirken i Myšenec er fra slutningen af det 11. århundrede og bevarer efter flere ombygninger stadig sin gotiske karakter. Sankt Wenceslaus Kirke i Krč blev bygget i 1352.
Et renæssanceslot ligger på byens torv. Det omfatter også en park med et areal på 7,6 hektar.
Crocodile Zoo Protivín blev etableret i 2008 og er unik ved avl af alle krokodille- arter.